# Capela de Nossa Senhora do Baluarte

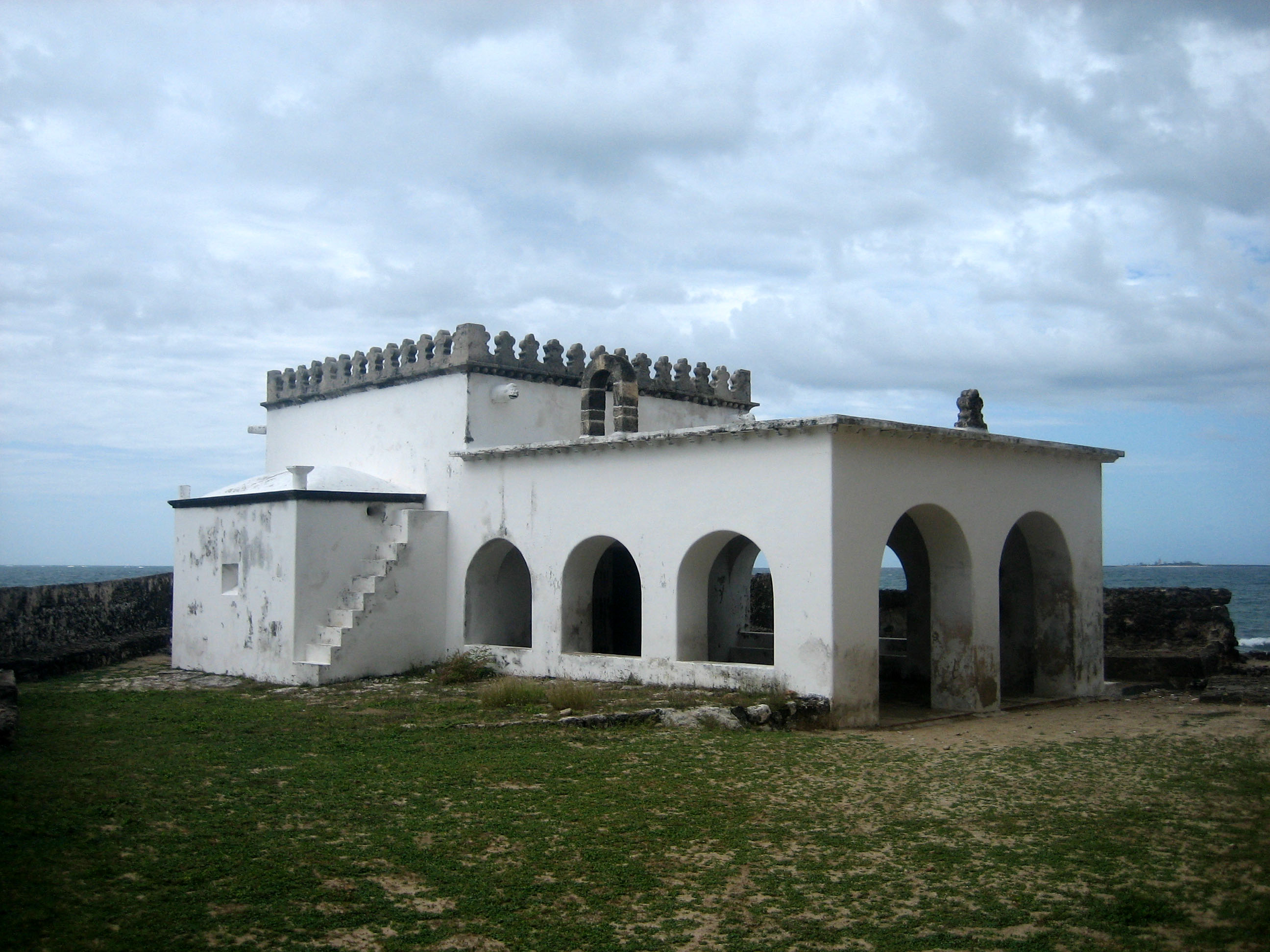
Capela de Nossa Senhora do Baluarte im Fortaleza de São Sebastião

Die Capela de Nossa Senhora do Baluarte (portugiesisch) ist eine römisch-katholische Kapelle im äußersten Norden der Insel Ilha de Moçambique in der gleichnamigen Stadt. Es gilt als das älteste koloniale Bauwerk an der Küste des Indischen Ozeans und ist das einzige erhaltene Bauwerk im Manuelinischen Stil in Mosambik.

## Geschichte
Sie wurde 1522 durch Männer der Armada Pedro de Castros errichtet, die hier auf ihrer Seereise nach Indien Halt machten. Es waren die gleichen, die den ersten portugiesischen Angriff auf die Swahili-Siedlung auf dem Archipel Quirimbas führten, von wo sie zurückgedrängt wurden.
Die kleine Kapelle wurde im Manuelinischen Stil errichtet, mit einem von zwei Riegeln gestützten Kuppeldach. Die imperfekte Konstruktion ist vermutlich der Unerfahrenheit der Erbauer geschuldet. Für den Bau wurden behauene Quader benutzt und dekorative Elemente, die aus dem Königreich Portugal mitgebracht wurden und ursprünglich für Indien bestimmt waren.
An der Stelle der Kapelle befand sich zuvor eine Gefechtsstation der Artillerie, deren Reste der Kapelle eine ungewöhnliche Charakteristik geben. Später, wahrscheinlich im 17. Jahrhundert, erhielt die Kapelle einen Vorbau wie die portugiesischen Kirchen in Indien. Heute befindet sich die Kapelle innerhalb des Fortaleza de São Sebastião. 1996 wurde sie mit Mitteln der portugiesischen Comissão Nacional para os Descobrimentos restauriert.

## Bilder

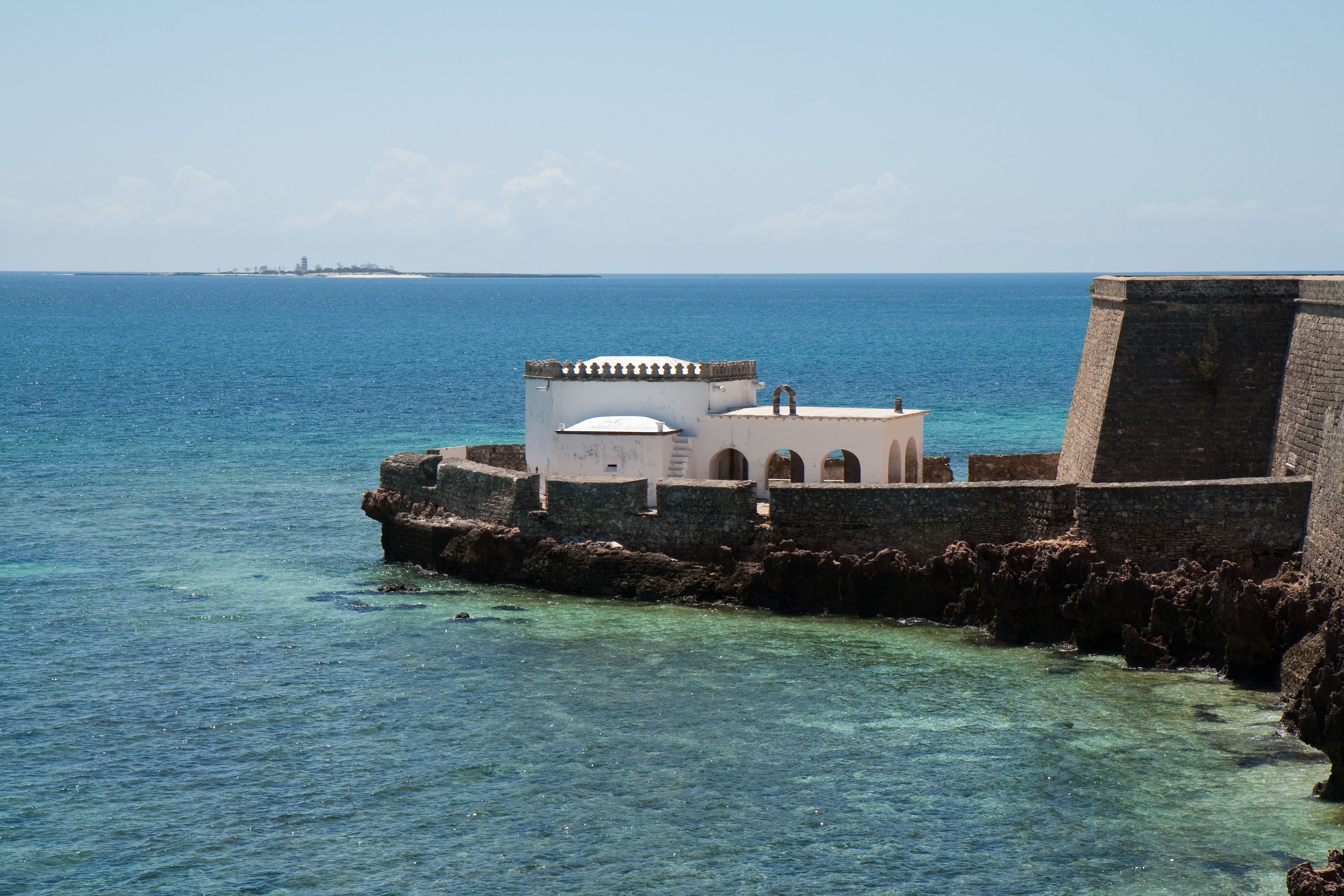
Kapelle (Blick vom Fort)
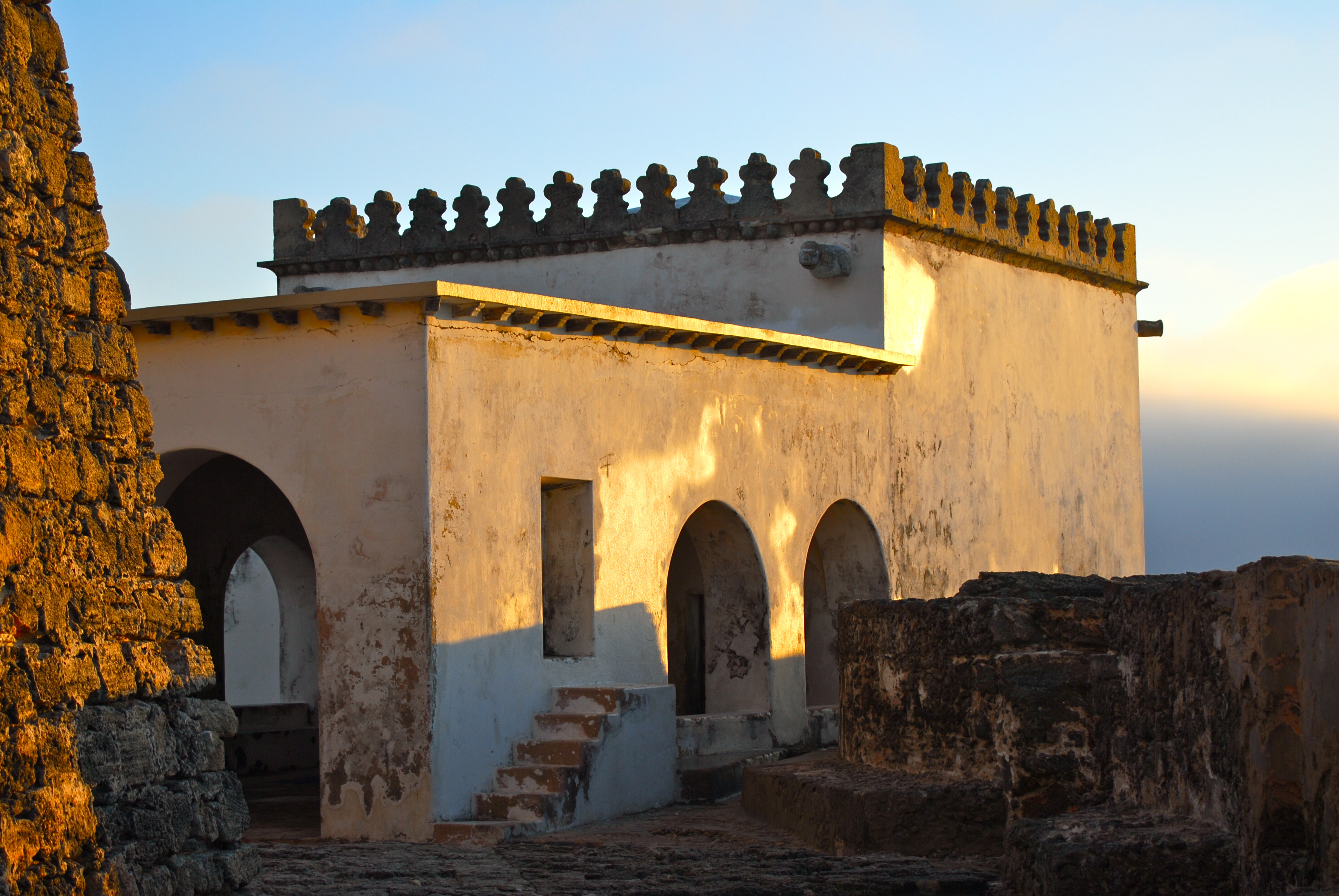
Kapelle (Nahansicht)
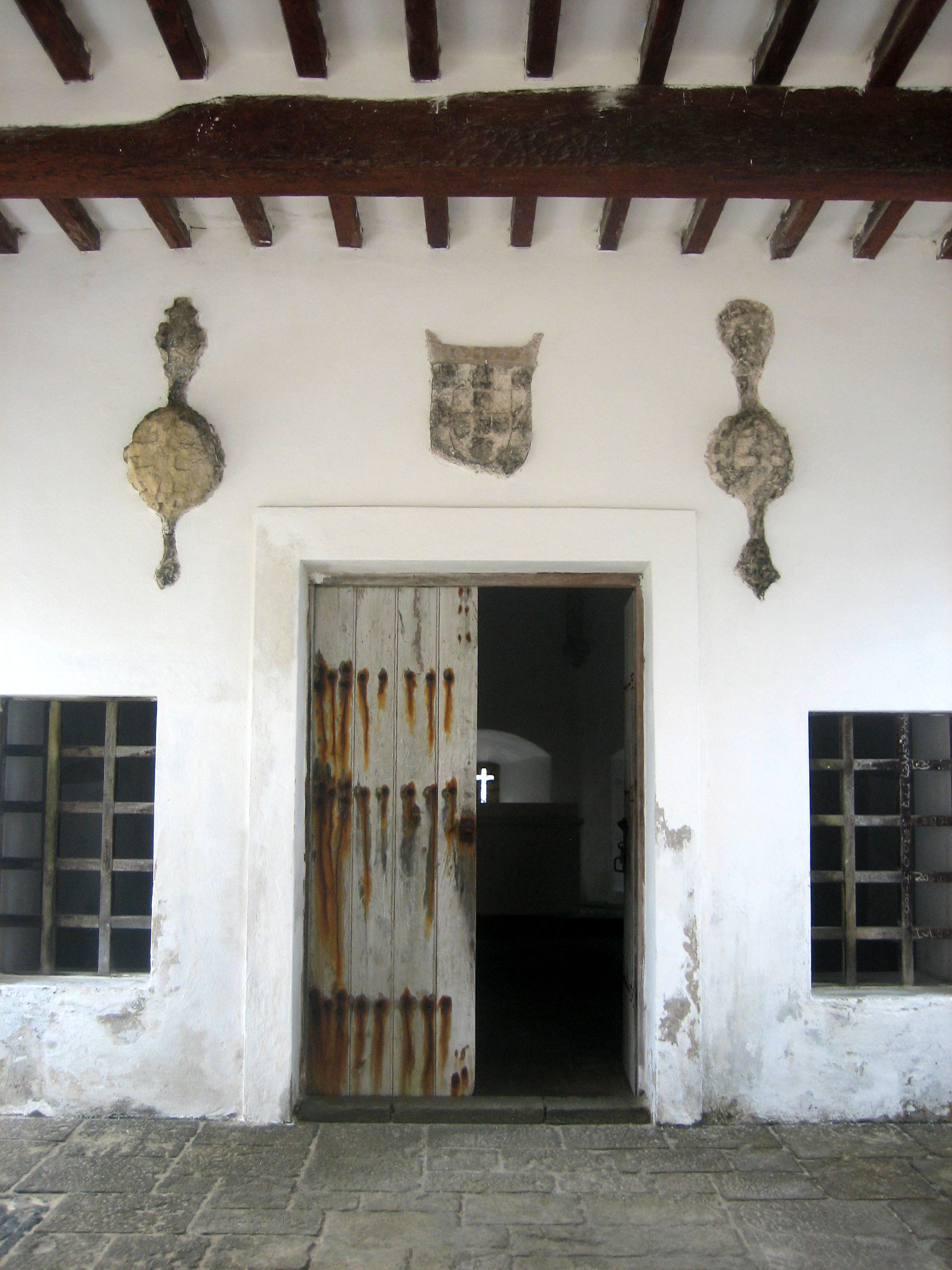
Vorbau und Eingang
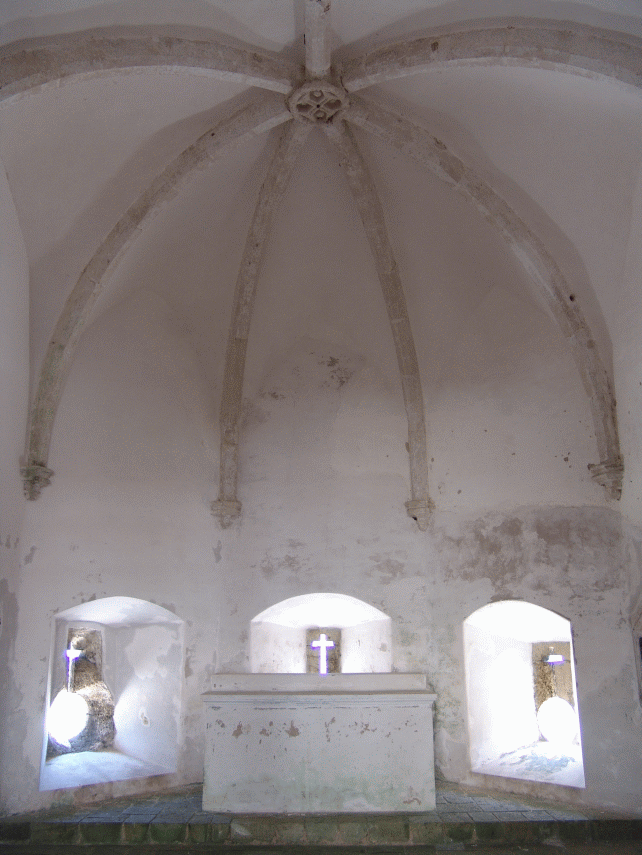
Detail des Kuppeldachs
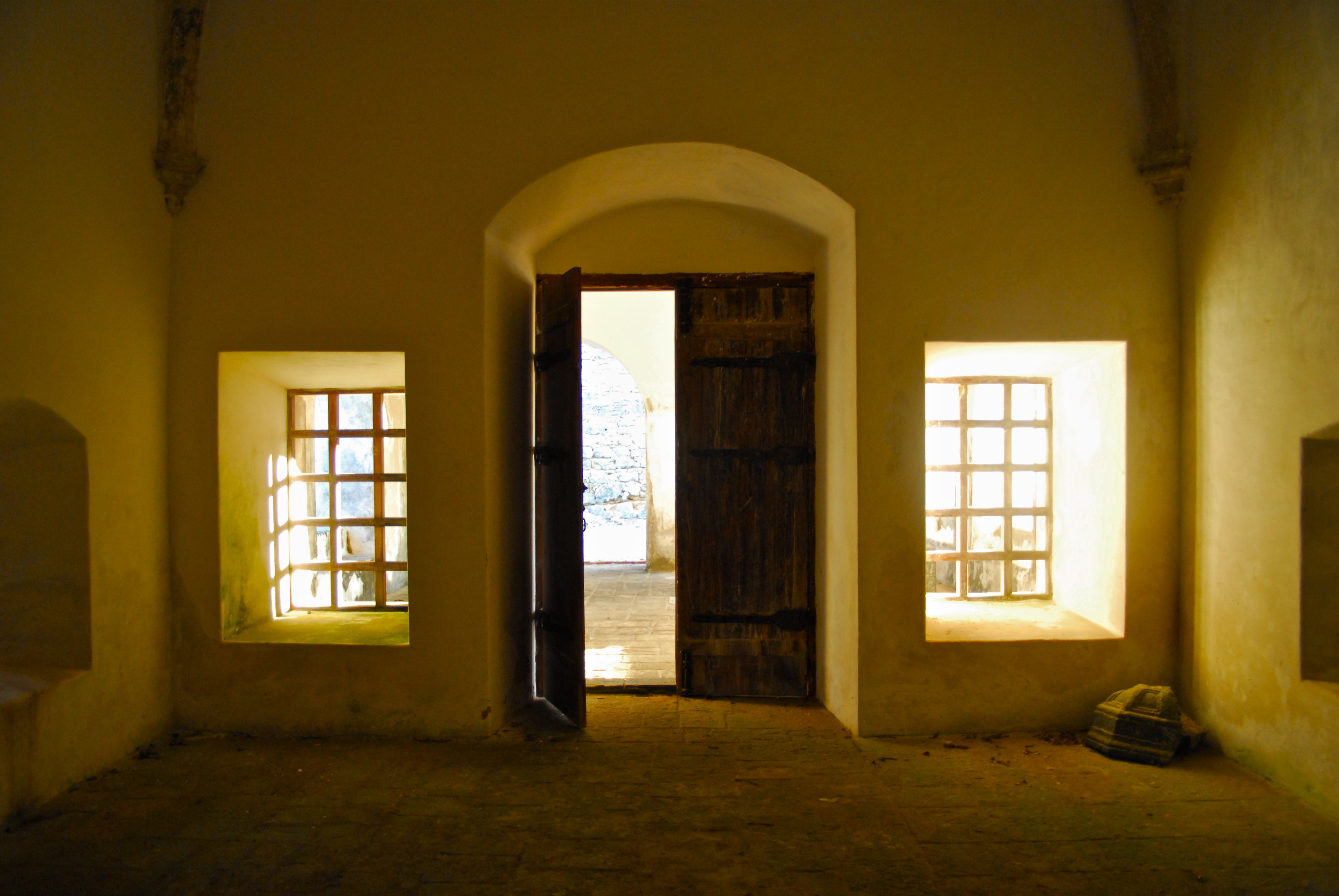
Innen
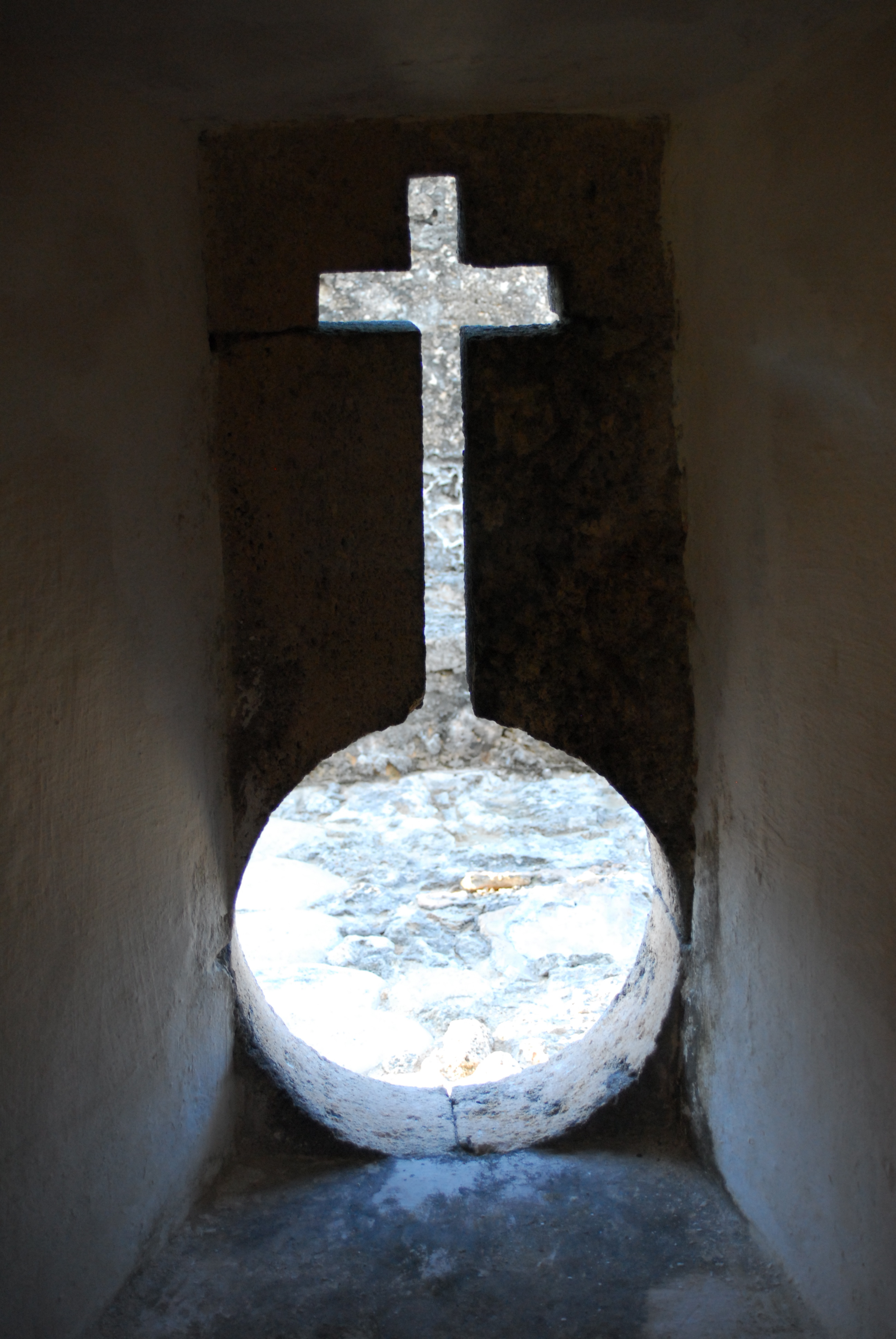
Schießscharte